# Il lungo addio (romanzo)
Il lungo addio (The Long Goodbye) è un romanzo noir di Raymond Chandler, pubblicato negli USA nel 1953, vincitore del premio letterario Edgar Award nel 1955. È il sesto romanzo di Chandler, e, come i precedenti, ha per protagonista e voce narrante il detective Philip Marlowe, esordito nel 1939 nel romanzo Il grande sonno. Il romanzo ha avuto una omonima trasposizione cinematografica, diretta da Robert Altman. È inserito nella lista dei migliori cento romanzi gialli di tutti i tempi  della Crime Writers' Association.

## Trama
(Raymond Chandler, Il lungo addio)
All'uscita di un night club di Los Angeles, Philip Marlowe si imbatte in Terry Lennox ubriaco fradicio; Lennox spiega a Marlowe che la moglie Sylvia è la figlia di Harlan Potter, uomo ricchissimo e potente, e che il divorzio è avvenuto perché, essendo Sylvia una vera e propria ninfomane, Terry era, di fatto, un marito di facciata, umiliato e ammansito dai quattrini della moglie. Dopo qualche tempo, Terry ricompare nell'ufficio di Marlowe, ben vestito e pieno di soldi in quanto si è risposato con Sylvia, seppur con scarsa convinzione. Successivamente Lennox torna nell'ufficio di Marlowe chiedendogli di aiutarlo: la moglie è stata uccisa ma non è stato lui; Marlowe gli crede e lo aiuta a fuggire.
Interrogato dalla polizia, Marlowe non risponde e per questo viene incarcerato. Appena uscito, Marlowe apprende che il caso Lennox è chiuso in quanto Terry Lennox ha scritto una lettera in cui confessa l'omicidio della moglie, prima di suicidarsi in Messico; Marlowe riceve una missiva di Lennox, con 5 000 dollari.
Archiviato il caso, Spencer, un editore, chiede a Marlowe di andare a vivere nella dimora di uno scrittore, Roger Wade, che è divenuto un alcolista e non riesce a finire il suo ultimo romanzo: compito di Marlowe sarà quello di fare in modo che il romanzo venga terminato e di proteggere la moglie di Wade, Eileen, dal marito ubriaco. Marlowe, accettato il lavoro, una sera partecipa a un ricevimento a casa dei Wade dove conosce Candy, un cameriere cileno, e rincontra Linda Loring e suo marito, amici di famiglia dei Wade.  Qualche giorno dopo, Marlowe scopre che Wade ha avuto una relazione con Sylvia e che Terry Lennox, a volte, utilizzava un nome falso, Paul Marston. Wade viene in seguito trovato morto nel suo studio, ucciso da un colpo di pistola. Il caso viene archiviato come suicidio.
Qualche giorno dopo, introdottosi in casa Wade con l'aiuto di Howard Spencer, Marlowe mette alle strette Eileen sostenendo che è stata lei a uccidere sia Sylvia Lennox sia il marito. Avrebbe ucciso Sylvia perché non solo era l'amante di Roger, ma era anche la moglie e la carnefice di quello che era stato il grande amore della giovane Eileen, nonché suo primo marito, dato per morto in guerra: Paul Marston, alias Terry Lennox. Questi, proprio per amore di Eileen, aveva deciso di addossarsi la colpa dell'omicidio, prima di suicidarsi in Messico. Roger, invece, è stato ucciso da Eileen (che si era introdotta in casa per ucciderlo dalla porta sul retro, prima di tornare fuori e farsi aprire la porta da Marlowe) perché era presente, seppur ubriaco fradicio, durante l'uccisione di Sylvia e il pericolo che potesse ricordare ogni cosa si faceva ogni giorno più concreto.
Dopo le accuse di Marlowe, Eileen nega ogni cosa e lo scaccia di casa. Il mattino dopo, però, il detective riceve una chiamata di Candy: la signora Wade si è suicidata e ha lasciato una confessione completa in cui conferma tutte le supposizioni di Marlowe. La polizia, la magistratura, Potter e Menendez vorrebbero mettere la cosa a tacere, ma Marlowe riesce a trafugare una copia della confessione e a farla pubblicare.
Un giorno, un gentiluomo messicano, un certo Maiorano, si reca nell'ufficio di Marlowe. Maiorano si rivela essere Terry Lennox, opportunamente reso irriconoscibile da un'operazione di chirurgia plastica, che in Messico, grazie all'aiuto di Menendez e Starr, aveva inscenato il suo suicidio per rifarsi una vita. Marlowe, sentendosi tradito dalle bugie dell'amico, lo tratta con freddezza e gli rinfaccia di aver provocato, con i suoi egoistici sotterfugi, la morte di entrambi i Wade. Lennox rimane sconcertato dall'ira di Marlowe e neanche cerca una giustificazione: si limita a dire "addio" a Marlowe, e a uscire. I due, dice Marlowe, non si rivedranno più.

## Caratterizzazione del personaggio
Ne Il lungo addio, la figura di Marlowe, da sempre avvolta da un'aura crepuscolare, si colora di umanità e melanconia, ergendosi come uno dei più rappresentativi archetipi dell'hard boiled: un uomo d'azione all'apparenza cinico e disilluso ma, in realtà, un romantico idealista che nonostante tutto continua a credere in valori quali l'onestà e l'amicizia. Ogni carattere di questo romanzo, seppur spesso riconducibile a un personaggio tipo, è prima di tutto autenticamente umano e mosso da intime motivazioni: dalle tre femmes fatales, al gangster messicano, fino allo scrittore distrutto dall'alcool, tutti agiscono in maniera realistica, senza nessun automatismo. Chandler scrive romanzi psicologici e umoristici, che hanno come protagonista l'uomo comune, e poco importa se al centro della vicenda ci sono un omicidio o una persona scomparsa.
In questo più che in ogni altro dei suoi libri, poi, Chandler si racconta. L'alcool, che minò la salute di Chandler per più di quindici anni, portandolo infine alla morte, è anche lo spettro che aleggia sull'intera narrazione, la costante che accomuna le tre principali figure maschili del romanzo: Marlowe, Lennox e Wade. Quest'ultimo è uno scrittore con la salute e l'animo minati dall'alcolismo e dall'eccessivo successo commerciale, che non di rado si abbandona a lunghe riflessioni sulla letteratura e l'editoria. Marlowe, Lennox e Wade si possono considerare (con le dovute riserve) alter ego di Chandler.

## Traduzioni italiane
- Il lungo addio, traduzione di Bruno Oddera, Milano, Bompiani, 1955. - Feltrinelli, Milano, 1987-2017.
- Il lungo addio, in Romanzi e racconti 1943-1959, traduzione di Laura Grimaldi, a cura di S. Tani, Collana I Meridiani, Milano, Mondadori, 2006, ISBN 978-88-045-2050-4.
- Il lungo addio, traduzione di Gianni Pannofino, Collana Fabula n.383, Milano, Adelphi, 2022, ISBN 978-88-459-3718-7.